# Sphaerotherium pubescens
Sphaerotherium pubescens är en mångfotingart som beskrevs av Porath 1872. Sphaerotherium pubescens ingår i släktet Sphaerotherium och familjen Sphaerotheriidae. Inga underarter finns listade i Catalogue of Life.